# Erwin Verstegen
Erwin Michael Marinus Christinus Verstegen, född 31 juli 1970, död 5 mars 1995, var en holländsk bågskytt. Han deltog vid olympiska sommarspelen 1992.